# Hopeš
| Aa1 · Q3 | N37 · F23 | F51 |

| Aa1 · Q3 | N37 · F23 | F51 |

Hopeš ali hepeš (egipčansko ḫpš) je bil staroegipčanski srpast meč, ki se je razvil iz bojnih sekir.
Tipičen hopeš je bil dolg 50–60 cm, včasih tudi krajši. Top in zakrivljen vrh orožja je lahko služil kot učinkovita gorjača ali kljuka. V Novem kraljestvu so bronaste hopeše zamenjali železni. Najstarejši znani prikaz  orožja je na Steli jastrebov iz zgodnjega dinastičnega obdobja (najmanj 2500 pr. n. št.), na kateri je sumerski kralj Eannatum Lagaški oborožen s hopešem.
Beseda hopeš bi zaradi podobne oblike lahko izhajala iz besede noga. Hieroglif ḫpš (noga) se je pojavljal že v sarkofaških besedilih iz prvega vmesnega obdobja Egipta.
Rezilo je bilo nabrušeno samo na zunanji strani ukrivljenega dela orožja. Orožje, ki se je razvilo iz bojnih sekir, kljub temu ni bilo sekira. Iz uporabe je prišel okoli leta 1300 pr. n. št., čeprav je še omenjen na Kamnu iz Rosette iz leta 196 pr. n. št.
Z kopešem je upodobljenih več faraonov. Nekaj orožij so odkrili tudi v kraljevih grobnicah, enega celo v Tutankamonovi.
Nekaj hopešev je bilo ostro nabrušenih, veliko pa jih je imelo topo rezilo, katerega očitno niso nikoli nameravali nabrusiti. Slednji so bili morda namenjeni samo za ceremonialno rabo.